# フランシス・トーマス・ベーコン
フランシス・トーマス・ベーコン（英：Francis Thomas Bacon、1904年12月21日 - 1992年5月24日）は、イギリスの技術者。実用的な燃料電池を開発したことで知られる。

## 来歴
1904年12月21日にイングランドのBillericayで生まれた。哲学者だったフランシス・ベーコンの子孫とされ、イートン・カレッジとトリニティ・カレッジで学んだ。電気化学の分野に強い関心を抱き、1952年に燃料電池の特許を取得して43気圧、200℃、6kWの発電に成功した。当時、まだ実用化が進んでいなかった燃料電池の改良で大きな業績を挙げ、実用化へ前進させた。彼の開発したアルカリ電解質形燃料電池は同時期に進められていたアメリカの宇宙開発で使用された。有人宇宙飛行において発電後に副産物として生成される水を利用できるという利点は重要な要素だった。